# 四神足
四神足（しじんそく、巴: cattāro iddhipādā, 梵: catvāra ṛddhipādā）とは、仏教における「三十七道品」の中の1つ。『倶舎論記』においては神通力を起こす基礎となる４つの三昧。『アビダンマッタサンガハ』（摂阿毘達磨義論）においては禅（jhāna）、道（magga）、果（phala）を得るための基礎（iddhipādā）。「四如意足」（しにょいそく）とも。

## 内容

### 倶舎論記における四神足
- 欲三摩地断行成就神足（梵: Chanda-samādhiprahāṇasaṃskārasamanvāgata ṛddhipāda[3][4]、よくさんまじだんぎょうじょうじゅじんそく） - 意欲によって様々な神通力を起こす三昧[2]。
- 勤三摩地断行成就神足（梵: Vīrya-samādhiprahāṇasaṃskārasamanvāgata ṛddhipāda[3]、ごんさんまじだんぎょうじょうじゅじんそく） - 精進によって様々な神通力を起こす三昧[2]。
- 心三摩地断行成就神足（梵: Citta-samādhiprahāṇasaṃskārasamanvāgata ṛddhipāda[3]、しんさんまじだんぎょうじょうじゅじんそく） - 心によって様々な神通力を起こす三昧[2]。
- 観三摩地断行成就神足（梵: Mīmāṃsā-samādhiprahāṇasaṃskārasamanvāgata ṛddhipāda[3]、かんさんまじだんぎょうじょうじゅじんそく） - 観によって様々な神通力を起こす三昧[2]。

### アビダンマッタサンガハにおける四神足
- 欲神足 (巴: chandiddhipāda[1])  - 禅・道・果の成就のための、意欲という基礎[1]。
- 勤神足 (巴: viriyiddhipāda[1]) - 禅・道・果の成就のための、精進という基礎[1]。
- 心神足 (巴: cittiddhipāda[1]) - 禅・道・果の成就のための（二十一種の善心である）心という基礎[1]。
- 観神足 (巴: vīmaṃsiddhipāda[1]) - 禅・道・果の成就のための、観という基礎[1]。

### 中村元における四神足
- 欲神足 - すぐれた瞑想を得ようと願うこと[5]。
- 勤神足 - すぐれた瞑想を得ようと努力すること[5]。
- 心神足 - 心をおさめて、すぐれた瞑想を得ようとすること[5]。
- 観神足 - 智慧をもって思惟観察して、すぐれた瞑想を得ること[5]。